# PDP-10

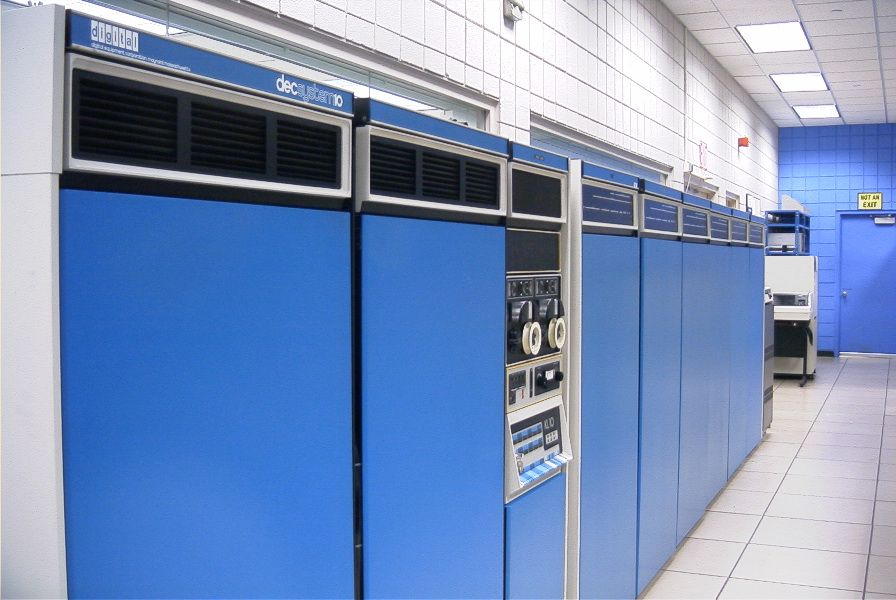
KL10-DA 1090 CPU and 6 Memory Modules

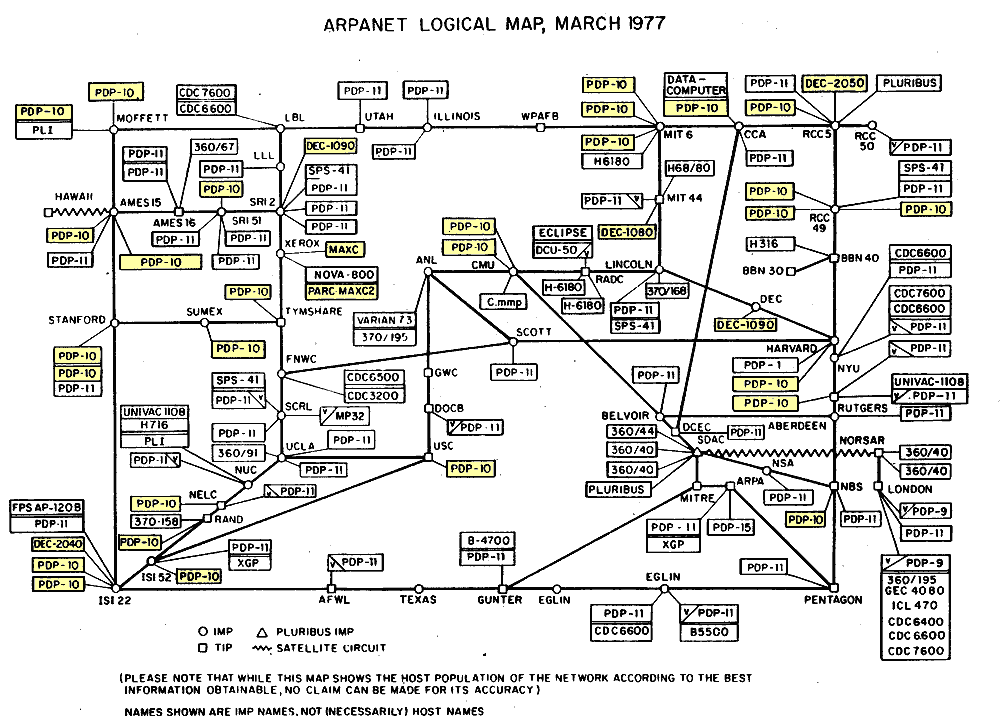
PDP-10 systems on the ARPANET highlighted in yellow

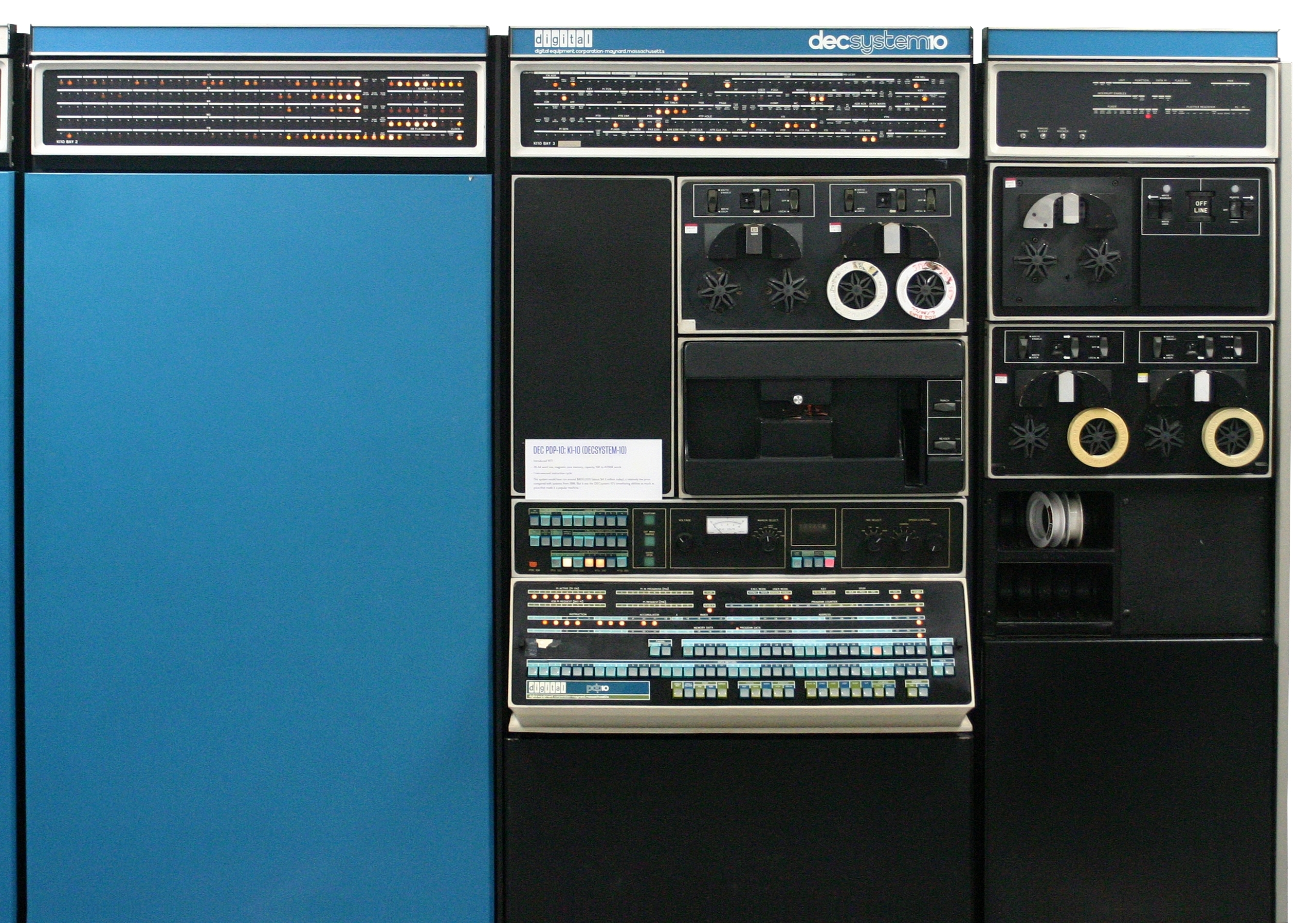
Working DEC KI-10 System at Living Computers: Museum + Labs

PDP-10 là một sản phẩm của Digital Equipment Corporation, sau đó được bán trên thị trường với tên DECsystem-10, là một dòng máy tính mainframe được sản xuất vào năm 1966; nó đã bị ngưng bán vào năm 1983. Các mô hình năm 1970 và sau đó được bán trên thị trường dưới tên DECsystem-10, đặc biệt là khi hệ điều hành TOPS-10 được sử dụng rộng rãi.